# Свети Никола (Тетово)
Вижте пояснителната страница за други значения на Свети Никола.
„Свети Никола“ (на македонска литературна норма: „Свети Никола“) е възрожденска православна църква в град Тетово, Северна Македония.

## Местоположение
Църквата се намира в квартала Колтук, горния дял на града, и е главна църква на Четвърта тетовска парохия част от Тетовското архиерейско наместничество на Тетовско-Гостиварската епархия на Македонската православна църква – Охридска архиепископия.

## История
Църквата за пръв път се споменава заедно с църквата „Свети Илия“ в Стенче в един от хрисовулите на Стефан Душан от XIV век като метоси на манастира „Света Богородица Хтетовска“. В 1675 година в една присъда на тетовския кадия се споменава църквата „Свети Никола“ със своя имот в местността на денешния квартал Дреновец. Споменава се нива от 11 хектара, както и лозе с повърхност от три декара. В 1715/16 година се споменава както малка църквичка, която можела да приеме едва четири до пет вярващи. Тогавашната църковна община от видни граждани решава на мястото на старата църквичка да се изгради нова и по-голяма.
В 1842 година се започва строежът на църквата, който трае до 1847 година. Строежът е поръчан на майстор Мартин Вражевски от Охрид. Той изгражда църквата по плана на църквата „Света Богородица“ в Скопие. След завършването на градежа нямало достатъчно парични средства за живописот и за уреждане на вътрешността на църквата и тетовци се принудили да потърсят помощ от други места. В 1848 година църквата е завършена и в същата година е осветена от владиката Ананий Скопски.
В 1872 година или 1873 година църквата е запалена от някой си албанец Муарем. Много години стои като изоставени развалини, докато в 1901/02 г. тетовци започват да я възобновяват. Цялостно е довршена в 1912 година и преосветена в 1923 година от епископ Варнава Скопски. Църквата заема 7,87 ара, а дворът ѝ е 57,88 ара.